# Eliminatórias da Copa do Mundo FIFA de 2022 – CONCACAF (primeira fase)
Esta página apresenta os resultados das partidas da primeira fase das eliminatórias da CONCACAF para a Copa do Mundo FIFA de 2022.

## Formato
As seleções ranqueadas entre 6–35 no ranking Mundial da FIFA de julho de 2020 foram divididas em seis grupos de cinco, com disputa em turno único. Cada seleção fez quatro jogos, dois como mandante e dois como visitante. Os primeiros colocados de cada grupo avançaram para a segunda fase.

## Sorteio
O sorteio para esta fase foi realizado na sede da FIFA em Zurique na Suíça em 19 de agosto de 2020.
A divisão nos potes foi baseada no Ranking Mundial da FIFA de julho de 2020 (mostrado entre parênteses). As seis melhores seleções ranqueadas que fazem parte da primeira fase foram colocadas como cabeça de chave entre os grupos A–F.
| Pote 1 | Pote 2 | Pote 3 | Pote 4 | Pote 5 |
| --- | --- | --- | --- | --- |
| 1. El Salvador (69) 2. Canadá (73) 3. Curaçau (80) 4. Panamá (81) 5. Haiti (86) 6. Trinidad e Tobago (105) | 1. Antígua e Barbuda (126) 2. Guatemala (130) 3. São Cristóvão e Neves (139) 4. Suriname (141) 5. Nicarágua (151) 6. República Dominicana (158) | 1. Granada (159) 2. Barbados (162) 3. Guiana (166) 4. São Vicente e Granadinas (167) 5. Bermudas (168) 6. Belize (170) | 1. Santa Lúcia (176) 2. Porto Rico (178) 3. Cuba (179) 4. Monserrate (183) 5. Dominica (184) 6. Ilhas Caimã (193) | 1. Bahamas (195) 2. Aruba (200) 3. Turcas e Caicos (203) 4. Ilhas Virgens Americanas (207) 5. Ilhas Virgens Britânicas (208) 6. Anguila (210) |

## Calendário
Todas as partidas desta fase originalmente seriam disputadas entre outubro e novembro de 2020 porém foram reagendadas para março e junho de 2021 devido a pandemia de COVID-19.
| Data original          | Data revisada       |
| ---------------------- | ------------------- |
| 7 de outubro de 2020   | 24 de março de 2021 |
| 8 de outubro de 2020   | 25 de março de 2021 |
| 10 de outubro de 2020  | 27 de março de 2021 |
| 11 de outubro de 2020  | 28 de março de 2021 |
| 13 de outubro de 2020  | 30 de março de 2021 |
| 11 de novembro de 2020 | 2 de junho de 2021  |
| 13 de novembro de 2020 | 4 de junho de 2021  |
| 14 de novembro de 2020 | 5 de junho de 2021  |
| 17 de novembro de 2020 | 8 de junho de 2021  |

## Grupos
| Legenda                     |
| Classificado à segunda fase |
| Eliminado                   |

### Grupo A
| Pos. | Seleção                  | Pts | J | V | E | D | GP | GC | SG  |
| ---- | ------------------------ | --- | - | - | - | - | -- | -- | --- |
| 1    | El Salvador              | 10  | 4 | 3 | 1 | 0 | 13 | 1  | +12 |
| 2    | Monserrate               | 8   | 4 | 2 | 2 | 0 | 9  | 4  | +5  |
| 3    | Antígua e Barbuda        | 7   | 4 | 2 | 1 | 1 | 6  | 5  | +1  |
| 4    | Granada                  | 3   | 4 | 1 | 0 | 3 | 2  | 5  | –3  |
| 5    | Ilhas Virgens Americanas | 0   | 4 | 0 | 0 | 4 | 0  | 15 | –15 |

|                          | El Salvador | Antígua e Barbuda | Granada | Monserrate (ilha) | Ilhas Virgens Americanas |
| ------------------------ | ----------- | ----------------- | ------- | ----------------- | ------------------------ |
| El Salvador              |             | 3–0               | 2–0     | –                 | –                        |
| Antígua e Barbuda        | –           |                   | 1–0     | 2–2               | –                        |
| Granada                  | –           | –                 |         | 1–2               | 1–0                      |
| Montserrat               | 1–1         | –                 | –       |                   | 4–0                      |
| Ilhas Virgens Americanas | 0–7         | 0–3               | –       | –                 |                          |

| 24 de março de 2021 | Antígua e Barbuda       | 2 – 2     | Monserrate              | Estádio Ergilio Hato, Willemstad (Curaçao) |
| 18:00 (UTC−4)       | Kirwan 23' · Bishop 45' | Relatório | L. Taylor 7' (pen), 26' | Árbitro: HON Melvin Matamoros              |

| 25 de março de 2021 | El Salvador             | 2 – 0     | Granada | Estádio Cuscatlán, San Salvador |
| 20:25 (UTC−6)       | Mayen 23' · Rugamas 46' | Relatório |         | Árbitro: SKN Kimbell Ward       |

| 27 de março de 2021 | Ilhas Virgens Americanas | 0 – 3     | Antígua e Barbuda                   | Bethlehem Soccer Stadium, Saint Croix |
| 19:00 (UTC−4)       |                          | Relatório | Byers 26' · Griffith 34' (pen), 42' | Árbitro: SKN Trevester Richards       |

| 28 de março de 2021 | Monserrate    | 1 – 1     | El Salvador | Estádio Ergilio Hato, Willemstad (Curaçao) |
| 18:00 (UTC−4)       | L. Taylor 89' | Relatório | Rugamas 4'  | Árbitro: ARU Ricangel de Leça              |

| 30 de março de 2021 | Granada   | 1 – 0     | Ilhas Virgens Americanas | Estádio de Atletismo Kirani James, Saint George's |
| 19:00 (UTC−4)       | Lewis 33' | Relatório |                          | Árbitro: GUY Sherwin Johnson                      |

| 2 de junho de 2021 | Monserrate                             | 4 – 0     | Ilhas Virgens Americanas | Estádio Panamericano, San Cristóbal (República Dominicana) |
| 17:00 (UTC−4)      | Pond 39' · Ince 60' · Clifton 66', 83' | Relatório |                          | Público: 0 Árbitro: HON Selvin Brown                       |

| 4 de junho de 2021 | Antígua e Barbuda | 1 – 0     | Granada | Estádio Sir Vivian Richards, St. John's    |
| 16:00 (UTC−4)      | Browne 20'        | Relatório |         | Público: 400 Árbitro: MEX Francia González |

| 5 de junho de 2021 | Ilhas Virgens Americanas | 0 – 7     | El Salvador                                                               | Bethlehem Soccer Stadium, Saint Croix |
| 19:00 (UTC−4)      |                          | Relatório | Monterrosa 23', 86' · J. Portillo 30' · Rugamas 78', 82', 90' · Pérez 79' | Árbitro: USA Ted Unkel                |

| 8 de junho de 2021 | Granada   | 1 – 2     | Monserrate            | Estádio de Atletismo Kirani James, Saint George's |
| 19:00 (UTC−4)      | Lewis 51' | Relatório | Taylor 85', 87' (pen) | Árbitro: MEX Adonai Escobedo                      |

| 8 de junho de 2021 | El Salvador                               | 3 – 0     | Antígua e Barbuda | Estádio Cuscatlán, San Salvador |
| 19:05 (UTC−6)      | Zavaleta 40' · Rugamas 68' · Martinez 85' | Relatório |                   | Árbitro: CRC Keylor Herrera     |

### Grupo B
| Pos. | Seleção     | Pts | J | V | E | D | GP | GC | SG  |
| ---- | ----------- | --- | - | - | - | - | -- | -- | --- |
| 1    | Canadá      | 12  | 4 | 4 | 0 | 0 | 27 | 1  | +26 |
| 2    | Suriname    | 9   | 4 | 3 | 0 | 1 | 15 | 4  | +11 |
| 3    | Bermudas    | 4   | 4 | 1 | 1 | 2 | 7  | 12 | –5  |
| 4    | Aruba       | 3   | 4 | 1 | 0 | 3 | 3  | 19 | –16 |
| 5    | Ilhas Caimã | 1   | 4 | 0 | 1 | 3 | 2  | 18 | –16 |

|              | Canadá | Suriname | Bermudas | Ilhas Cayman | Aruba |
| ------------ | ------ | -------- | -------- | ------------ | ----- |
| Canadá       |        | 4–0      | 5–1      | –            | –     |
| Suriname     | –      |          | 6–0      | 3–0          | –     |
| Bermudas     | –      | –        |          | 1–1          | 5–0   |
| Ilhas Cayman | 0–11   | –        | –        |              | 1–3   |
| Aruba        | 0–7    | 0–6      | –        | –            |       |

| 24 de março de 2021 | Suriname                                    | 3 – 0     | Ilhas Caimã | Dr. Ir. F. Essed Stadion, Paramaribo |
| 19:00 (UTC−3)       | Pinas 22' · Donk 38' (pen) · G. Vlijter 76' | Relatório |             | Árbitro: MEX Jorge Pérez             |

| 25 de março de 2021 | Canadá                                          | 5 – 1     | Bermudas     | Exploria Stadium, Orlando (Estados Unidos) |
| 20:00 (UTC−4)       | Larin 19', 27', 69' · Laryea 53' · Corbeanu 81' | Relatório | Crichlow 63' | Árbitro: USA Armando Villarreal            |

| 27 de março de 2021 | Aruba | 0 – 6     | Suriname                                                                  | IMG Academy, Bradenton (Estados Unidos) |
| 20:00 (UTC−4)       |       | Relatório | Hasselbaink 19', 37', 55' · Croes 27' (g.c.) · Jozefzoon 70' · Alberg 74' | Árbitro: USA Ismail Elfath              |

| 29 de março de 2021 | Ilhas Caimã | 0 – 11    | Canadá | IMG Academy, Bradenton (Estados Unidos) |
| 16:00 (UTC−4)       |             | Relatório | Sturing 6' · Larin 13' · Wotherspoon 25' · Davies 27' (pen), 73' · Kaye 32', 63' · Johnston 44' · Cavallini 68', 74', 76' | Árbitro: USA Ted Unkel                  |

| 30 de março de 2021 | Bermudas                                                  | 5 – 0     | Aruba | IMG Academy, Bradenton (Estados Unidos) |
| 20:00 (UTC−4)       | Crichlow 36', 80' · Bather 40' · Leverock 57' · Scott 64' | Relatório |       | Árbitro: SLV Jaime Herrera              |

| 2 de junho de 2021 | Ilhas Caimã         | 1 – 3     | Aruba                            | IMG Academy, Bradenton (Estados Unidos) |
| 18:00 (UTC−4)      | J. Ebanks 30' (pen) | Relatório | John 40', 75' · Groothusen 45+2' | Árbitro: MEX Luis Santander             |

| 4 de junho de 2021 | Suriname                                               | 6 – 0     | Bermudas | Dr. Ir. F. Essed Stadion, Paramaribo  |
| 19:00 (UTC−3)      | Becker 3', 36' · Hasselbaink 15', 37', 65' · Pinas 74' | Relatório |          | Público: 0 Árbitro: GUA Mario Escobar |

| 5 de junho de 2021 | Aruba | 0 – 7     | Canadá                                                                                              | IMG Academy, Bradenton (Estados Unidos) |
| 20:00 (UTC−4)      |       | Relatório | Cavallini 17', 45+2' · Hoilett 20' (pen) · Brault-Guillard 49' · Davies 78' · Larin 87' · David 89' | Público: 45 Árbitro: MEX Marco Ortíz    |

| 8 de junho de 2021 | Bermudas | 1 – 1     | Ilhas Caimã   | IMG Academy, Bradenton (Estados Unidos) |
| 21:05 (UTC−4)      | Hall 65' | Relatório | M. Ebanks 23' | Árbitro: USA Rubiel Vazquez             |

| 8 de junho de 2021 | Canadá                                 | 4 – 0     | Suriname | Toyota Park, Bridgeview (Estados Unidos) |
| 20:05 (UTC−5)      | Davies 37' · David 59', 73', 77' (pen) | Relatório |          | Árbitro: USA Nima Saghafi                |

### Grupo C
| Pos. | Seleção                  | Pts | J | V | E | D | GP | GC | SG  |
| ---- | ------------------------ | --- | - | - | - | - | -- | -- | --- |
| 1    | Curaçau                  | 10  | 4 | 3 | 1 | 0 | 15 | 1  | +14 |
| 2    | Guatemala                | 10  | 4 | 3 | 1 | 0 | 14 | 0  | +14 |
| 3    | Cuba                     | 6   | 4 | 2 | 0 | 2 | 7  | 3  | +4  |
| 4    | São Vicente e Granadinas | 3   | 4 | 1 | 0 | 3 | 3  | 16 | –13 |
| 5    | Ilhas Virgens Britânicas | 0   | 4 | 0 | 0 | 4 | 0  | 19 | –19 |

|                          | Curaçau | Guatemala | São Vicente e Granadinas | Cuba | Ilhas Virgens Britânicas |
| ------------------------ | ------- | --------- | ------------------------ | ---- | ------------------------ |
| Curaçao                  |         | 0–0       | 5–0                      | –    | –                        |
| Guatemala                | –       |           | 10–0                     | 1–0  | –                        |
| São Vicente e Granadinas | –       | –         |                          | 0–1  | 3–0                      |
| Cuba                     | 1–2     | –         | –                        |      | 5–0                      |
| Ilhas Virgens Britânicas | 0–8     | 0–3       | –                        | –    |                          |

| 24 de março de 2021 | Guatemala       | 1 – 0     | Cuba | Estádio Doroteo Guamuch Flores, Cidade da Guatemala |
| 18:00 (UTC−6)       | L. Martínez 59' | Relatório |      | Árbitro: CRC Benjamin Avila                         |

| 25 de março de 2021 | Curaçau                                                       | 5 – 0     | São Vicente e Granadinas | Estádio Ergilio Hato, Willemstad |
| 18:00 (UTC−4)       | J. Bacuna 1', 35' · van den Hurk 17' · Antonia 45' · Hooi 87' | Relatório |                          | Árbitro: ARU Ricangel de Leça    |

| 27 de março de 2021 | Ilhas Virgens Britânicas | 0 – 3     | Guatemala                                 | Estádio Ergilio Hato, Willemstad (Curaçau) |
| 18:00 (UTC−4)       |                          | Relatório | Lom 21' · Hernández 44' · Betancourth 81' | Árbitro: HON Óscar Moncada                 |

| 28 de março de 2021 | Cuba             | 1 – 2     | Curaçau                      | Estádio Doroteo Guamuch Flores, Cidade da Guatemala (Guatemala) |
| 15:00 (UTC−6)       | O. Hernández 27' | Relatório | L. Bacuna 11' · Benschop 44' | Árbitro: SLV Germán Miranda                                     |

| 30 de março de 2021 | São Vicente e Granadinas             | 3 – 0     | Ilhas Virgens Britânicas | Estádio Ergilio Hato, Willemstad (Curaçau) |
| 18:00 (UTC−4)       | Anderson 10' · Sam 20' · Solomon 86' | Relatório |                          | Árbitro: CRC Henry Bejarano                |

| 2 de junho de 2021 | Cuba                                                                          | 5 – 0     | Ilhas Virgens Britânicas | Estádio Doroteo Guamuch Flores, Cidade da Guatemala (Guatemala) |
| 15:30 (UTC−6)      | Paradela 33' · O. Hernández 68' · M. Reyes 76' · Vázquez 80' · D. Reyes 90+1' | Relatório |                          | Público: 0 Árbitro: PUR José Raul Torres                        |

| 4 de junho de 2021 | Guatemala | 10 – 0    | São Vicente e Granadinas | Estádio Doroteo Guamuch Flores, Cidade da Guatemala |
| 16:00 (UTC−6)      | Lom 2' · Barrientos 12' · Santis 16' · Hernández 33' (pen) · Gordillo 41' · L. Martínez 52' · Betancourth 66' · Ceballos 79' (pen) · Vargas 85' · Méndez 89' | Relatório |                          | Público: 0 Árbitro: NCA Erick Pavón                 |

| 5 de junho de 2021 | Ilhas Virgens Britânicas | 0 – 8     | Curaçau                                                                               | Estádio El Trébol, Cidade da Guatemala (Guatemala) |
| 15:00 (UTC−6)      |                          | Relatório | Kuwas 7' · Maria 9', 27' · L. Bacuna 11' · Benschop 18' (pen), 22' · Gorré 57', 90+1' | Árbitro: PUR William Anderson                      |

| 8 de junho de 2021 | São Vicente e Granadinas | 0 – 1     | Cuba         | Estádio de Atletismo Kirani James, Saint George's (Granada) |
| 16:00 (UTC−4)      |                          | Relatório | M. Reyes 64' | Árbitro: MEX Fernando Guerrero                              |

| 8 de junho de 2021 | Curaçau | 0 – 0     | Guatemala | Estádio Ergilio Hato, Willemstad |
| 20:00 (UTC−4)      |         | Relatório |           | Árbitro: USA Armando Villarreal  |

### Grupo D
| Pos. | Seleção              | Pts | J | V | E | D | GP | GC | SG  |
| ---- | -------------------- | --- | - | - | - | - | -- | -- | --- |
| 1    | Panamá               | 12  | 4 | 4 | 0 | 0 | 19 | 1  | +18 |
| 2    | República Dominicana | 7   | 4 | 2 | 1 | 1 | 8  | 4  | +4  |
| 3    | Barbados             | 5   | 4 | 1 | 2 | 1 | 3  | 3  | 0   |
| 4    | Dominica             | 4   | 4 | 1 | 1 | 2 | 5  | 4  | +1  |
| 5    | Anguila              | 0   | 4 | 0 | 0 | 4 | 0  | 23 | –23 |

|                      | Panamá | República Dominicana | Barbados | Dominica | Anguila |
| -------------------- | ------ | -------------------- | -------- | -------- | ------- |
| Panamá               |        | 3–0                  | 1–0      | –        | –       |
| República Dominicana | –      |                      | 1–1      | 1–0      | –       |
| Barbados             | –      | –                    |          | 1–1      | 1–0     |
| Dominica             | 1–2    | –                    | –        |          | 3–0     |
| Anguilla             | 0–13   | 0–6                  | –        | –        |         |

| 24 de março de 2021 | República Dominicana | 1 – 0     | Dominica | Estadio Olímpico Félix Sánchez, Santo Domingo |
| 19:00 (UTC−4)       | F. Núñez 52'         | Relatório |          | Árbitro: PUR William Anderson                 |

| 25 de março de 2021 | Panamá    | 1 – 0     | Barbados | Estadio Olímpico Félix Sánchez, Santo Domingo (República Dominicana) |
| 20:00 (UTC−4)       | Catuy 82' | Relatório |          | Árbitro: USA Nima Saghafi                                            |

| 27 de março de 2021 | Anguila | 0 – 6     | República Dominicana                                                 | Inter Miami CF Stadium, Fort Lauderdale (Estados Unidos) |
| 18:00 (UTC−4)       |         | Relatório | Romero 22' (pen), 27' · Lorenzo 25', 46' · Peralta 66' · Espinal 75' | Árbitro: USA Rubiel Vazquez                              |

| 28 de março de 2021 | Dominica    | 1 – 2     | Panamá                          | Estadio Olímpico Félix Sánchez, Santo Domingo (República Dominicana) |
| 16:00 (UTC−4)       | Laville 82' | Relatório | Thomas 28' (g.c.) · Fajardo 85' | Árbitro: MEX Marco Ortíz                                             |

| 30 de março de 2021 | Barbados      | 1 – 0     | Anguila | Estadio Olímpico Félix Sánchez, Santo Domingo (República Dominicana) |
| 19:30 (UTC−4)       | Saimovici 81' | Relatório |         | Árbitro: MEX Diego Montaño                                           |

| 2 de junho de 2021 | Dominica                            | 3 – 0     | Anguila | Estadio Olímpico Félix Sánchez, Santo Domingo (República Dominicana) |
| 15:00 (UTC−4)      | Thomas 3' · Bertrand 34' · Wade 42' | Relatório |         | Público: 0 Árbitro: SKN Kimbell Ward                                 |

| 4 de junho de 2021 | República Dominicana | 1 – 1     | Barbados         | Estadio Olímpico Félix Sánchez, Santo Domingo |
| 19:00 (UTC−4)      | Rodríguez 90+2'      | Relatório | Reid-Stephen 42' | Público: 0 Árbitro: SLV Germán Miranda        |

| 5 de junho de 2021 | Anguila | 0 – 13    | Panamá | Estádio Nacional, Cidade do Panamá (Panamá) |
| 19:00 (UTC−5)      |         | Relatório | Cooper 7', 18' · Aguilar 31' · Torres 35' (pen), 53', 70', 83' (pen) · Smith 48' (g.c.) · Waterman 50' · Camargo 58' · Catuy 73' · Quintero 84' · Palacios 90' | Árbitro: GUA Sergio Reyna                   |

| 8 de junho de 2021 | Barbados      | 1 – 1     | Dominica | Estadio Olímpico Félix Sánchez, Santo Domingo (República Dominicana) |
| 21:00 (UTC−4)      | Saimovici 48' | Relatório | Wade 57' | Árbitro: SLV Jaime Herrera                                           |

| 8 de junho de 2021 | Panamá                                 | 3 – 0     | República Dominicana | Estádio Nacional, Cidade do Panamá |
| 20:05 (UTC−5)      | Godoy 8' · Bárcenas 67' · Waterman 86' | Relatório |                      | Árbitro: GUA Walter López          |

### Grupo E
| Pos. | Seleção         | Pts | J | V | E | D | GP | GC | SG  |
| ---- | --------------- | --- | - | - | - | - | -- | -- | --- |
| 1    | Haiti           | 9   | 3 | 3 | 0 | 0 | 13 | 0  | +13 |
| 2    | Nicarágua       | 6   | 3 | 2 | 0 | 1 | 10 | 1  | +9  |
| 3    | Belize          | 3   | 3 | 1 | 0 | 2 | 5  | 5  | 0   |
| 4    | Turcas e Caicos | 0   | 3 | 0 | 0 | 3 | 0  | 22 | –22 |
| 5    | Santa Lúcia     | 0   | 0 | 0 | 0 | 0 | 0  | 0  | 0   |

|                      | Haiti | Nicarágua | Belize | Santa Lúcia | Turcas e Caicos |
| -------------------- | ----- | --------- | ------ | ----------- | --------------- |
| Haiti                |       | 1–0       | 2–0    | –           | –               |
| Nicarágua            | –     |           | 3–0    | –           | –               |
| Belize               | –     | –         |        | –           | 5–0             |
| Santa Lúcia          | –     | –         | –      |             | –               |
| Ilhas Turks e Caicos | 0–10  | 0–7       | –      | –           |                 |

| 25 de março de 2021 | Haiti                | 2 – 0     | Belize | Stade Sylvio Cator, Porto Príncipe |
| 17:00 (UTC−4)       | Adé 50' · Séance 81' | Relatório |        | Árbitro: GUA Walter López          |

| 27 de março de 2021 | Turcas e Caicos | 0 – 7     | Nicarágua                                                                   | Estádio Panamericano, San Cristóbal (República Dominicana) |
| 16:30 (UTC−4)       |                 | Relatório | Barrera 3', 59' · Smith 8', 45+2' · Fletes 46' · Forbes 78' · Moldskred 87' | Árbitro: PUR William Anderson                              |

| 30 de março de 2021 | Belize                                                            | 5 – 0     | Turcas e Caicos | Estádio Panamericano, San Cristóbal (República Dominicana) |
| 17:00 (UTC−4)       | Bernárdez 45+3', 48' · August 47' · Nembhard 81' · McCaulay 90+1' | Relatório |                 | Árbitro: USA Nima Saghafi                                  |

| 4 de junho de 2021 | Nicarágua                                 | 3 – 0     | Belize | Estádio Nacional, Manágua   |
| 19:00 (UTC−6)      | Rodríguez 25' · Bonilla 46' · Barrera 51' | Relatório |        | Árbitro: HON Nelson Salgado |

| 5 de junho de 2021 | Turcas e Caicos | 0 – 10    | Haiti                                                                                | TCIFA National Academy, Providenciales |
| 15:00 (UTC−3)      |                 | Relatório | Nazon 27', 30', 34', 37' · Antoine 42', 83' · Simonsen 53' · Pierrot 75', 87', 90+2' | Árbitro: MEX Diego Montaño             |

| 8 de junho de 2021 | Haiti       | 1 – 0     | Nicarágua | Stade Sylvio Cator, Porto Príncipe |
| 17:00 (UTC−4)      | Etienne 63' | Relatório |           | Árbitro: JAM Kevin Morrison        |

### Grupo F
| Pos. | Seleção               | Pts | J | V | E | D | GP | GC | SG  |
| ---- | --------------------- | --- | - | - | - | - | -- | -- | --- |
| 1    | São Cristóvão e Neves | 9   | 4 | 3 | 0 | 1 | 8  | 2  | +6  |
| 2    | Trinidad e Tobago     | 8   | 4 | 2 | 2 | 0 | 6  | 1  | +5  |
| 3    | Porto Rico            | 7   | 4 | 2 | 1 | 1 | 10 | 2  | +8  |
| 4    | Guiana                | 3   | 4 | 1 | 0 | 3 | 4  | 8  | –4  |
| 5    | Bahamas               | 1   | 4 | 0 | 1 | 3 | 0  | 15 | –15 |

|                       | Trindade e Tobago | São Cristóvão e Neves | Guiana | Porto Rico | Bahamas |
| --------------------- | ----------------- | --------------------- | ------ | ---------- | ------- |
| Trindade e Tobago     |                   | 2–0                   | 3–0    | –          | –       |
| São Cristóvão e Neves | –                 |                       | 3–0    | 1–0        | –       |
| Guiana                | –                 | –                     |        | 0–2        | 4–0     |
| Porto Rico            | 1–1               | –                     | –      |            | 7–0     |
| Bahamas               | 0–0               | 0–4                   | –      | –          |         |

| 24 de março de 2021 | São Cristóvão e Neves | 1 – 0     | Porto Rico | Estádio Panamericano, San Cristóbal (República Dominicana) |
| 16:00 (UTC−4)       | Nelson 42'            | Relatório |            | Árbitro: DOM Randy Solano                                  |

| 25 de março de 2021 | Trinidad e Tobago                      | 3 – 0     | Guiana | Estádio Panamericano, San Cristóbal (República Dominicana) |
| 19:00 (UTC−4)       | L. García 7' · Bateau 15' · Telfer 44' | Relatório |        | Árbitro: MEX Marco Ortíz                                   |

| 27 de março de 2021 | Bahamas | 0 – 4     | São Cristóvão e Neves                              | Thomas Robinson Stadium, Nassau |
| 19:00 (UTC−4)       |         | Relatório | Freeman 25', 65' · Rogers 53' · Sterling-James 82' | Árbitro: HAI Benbito Celima     |

| 28 de março de 2021 | Porto Rico    | 1 – 1     | Trinidad e Tobago | Estádio de Atletismo de Mayagüez, Mayagüez |
| 17:00 (UTC−4)       | R. Rivera 72' | Relatório | Jones 54'         | Árbitro: MEX Adonai Escobedo               |

| 30 de março de 2021 | Guiana                                                 | 4 – 0     | Bahamas | Synthetic Track and Field Facility, Leonora |
| 15:00 (UTC−4)       | Vancooten 8' · Daniel 54' · Glasgow 75' · Welshman 81' | Relatório |         | Árbitro: GUA Sergio Reyna                   |

| 2 de junho de 2021 | Porto Rico                                                                               | 7 – 0     | Bahamas | Estádio de Atletismo de Mayagüez, Mayagüez |
| 19:30 (UTC−4)      | Díaz 3' · R. Rivera 13', 43' (pen) · Angking 31' · Vega 62' · Servania 66' · Hayes 90+2' | Relatório |         | Árbitro: USA Tori Penso                    |

| 4 de junho de 2021 | São Cristóvão e Neves               | 3 – 0     | Guiana | Warner Park Sports Complex, Basseterre |
| 16:00 (UTC−4)      | Freeman 9' (pen), 36' · Sawyers 67' | Relatório |        | Árbitro: ARU Ricangel de Leça          |

| 5 de junho de 2021 | Bahamas | 0 – 0     | Trinidad e Tobago | Thomas Robinson Stadium, Nassau |
| 17:00 (UTC−4)      |         | Relatório |                   | Árbitro: PAN Oliver Vergara     |

| 8 de junho de 2021 | Guiana | 0 – 2     | Porto Rico                        | Warner Park Sports Complex, Basseterre (São Cristóvão e Nevis) |
| 16:00 (UTC−4)      |        | Relatório | R. Rivera 12' · Angking 25' (pen) | Árbitro: SLV Ismael Cornejo                                    |

| 8 de junho de 2021 | Trinidad e Tobago         | 2 – 0     | São Cristóvão e Neves | Estadio Olímpico Félix Sánchez, Santo Domingo (República Dominicana) |
| 17:00 (UTC−4)      | Muckette 36' · Hyland 74' | Relatório |                       | Árbitro: DOM Randy Encarnación                                       |